# Wsiewołod Aleksandrow
Wsiewołod Aleksandrow (ur. 4 czerwca 1936  w Moskwie, zm. 25 lipca 2010 w Moskwie) – malarz radziecki i rosyjski, członek Związku Artystów ZSRR, przedstawiciel tzw. nurtu nonkonformistycznego.

## Biografia
Wsiewołod Aleksandrow urodził się w 1936 roku w starej rodzinie szlacheckiej. Jego ojciec, architekt i grafik, Jurij Aleksandrow (1910 – 1976) brał udział w wielu dużych przedsięwzięciach, m.in. pod kierownictwem Aleksieja Wiktorowicza Szczusiewa zajmował się opracowaniem projektu wykończenia wnętrz Hotelu Moskwa.
Po ukończeniu Moskiewskiej Średniej Szkoły Sztuk Plastycznych przy Instytucie Sztuki im. Surikowa Wsiewołod Aleksandrow brał lekcje u W. J. Jegorowa, znanego rosyjskiego i radzieckiego artysty plastyka teatralnego i filmowego.
W 1957 roku Wsiewołod Aleksandrow rozpoczął naukę w Szkole Stroganowskiej (obecnie Moskiewski Państwowy Artystyczno-Przemysłowy Uniwersytet imienia S.G. Stroganowa), na kierunku malarstwo monumentalne. W roku 1959 uczestniczył w pracach naukowo-badawczych mających na celu określenie stanu fresków w Monasterze Terapontowskim. Ta wyprawa naukowa wywarła znaczący wpływ na rozwój Wsiewołoda Aleksandrowa jako artysty. Po powrocie z niej, niezadowolony z oferowanego w Stroganowce systemu kształcenia, rzucił szkołę i przeniósł się do Państwowej Akademii Sztuk Pięknych Estońskiej SRR w Tallinie.
W Estonii malarstwa uczyli go prof. Joahannes Vyrahansu i artysta ludowy ESRR prof. Valerian Lojk. Obaj należeli do europejskiej szkoły malarstwa i doskonalili swój warsztat w Paryżu. Po ukończeniu akademii Wsiewołod Aleksandrow wrócił do Moskwy, gdzie brał udział w pierwszej Wszechzwiązkowej Wystawie Młodzieżowej.
Pod koniec lat sześćdziesiątych w twórczości Wsiewołoda Aleksandrowa pojawiało się coraz więcej dzieł abstrakcyjnych. Właśnie wtedy powstał cykl obrazów abstrakcyjnych oraz seria grafik, poświęconych ówczesnej architekturze Paryża. W roku 1969 Wsiewołod Aleksandrow wstąpił do Zjednoczonego Komitetu Związków Zawodowych Artystów Grafików, a w roku 1979 został członkiem sekcji malarstwa. Od połowy lat siedemdziesiątych był stałym uczestnikiem wystaw w galerii przy ul. Małaja Gruzinskaja w Moskwie. W roku 1979 w kilku miastach PRL odbyły się wystawy autorskie malarza. Jedyna autorska wystawa Wsiewołoda Aleksandrowa w ZSRR w 1982 roku została zamknięta za próbę udostępnienia cyklu prac abstrakcyjnych o tematyce religijnej.

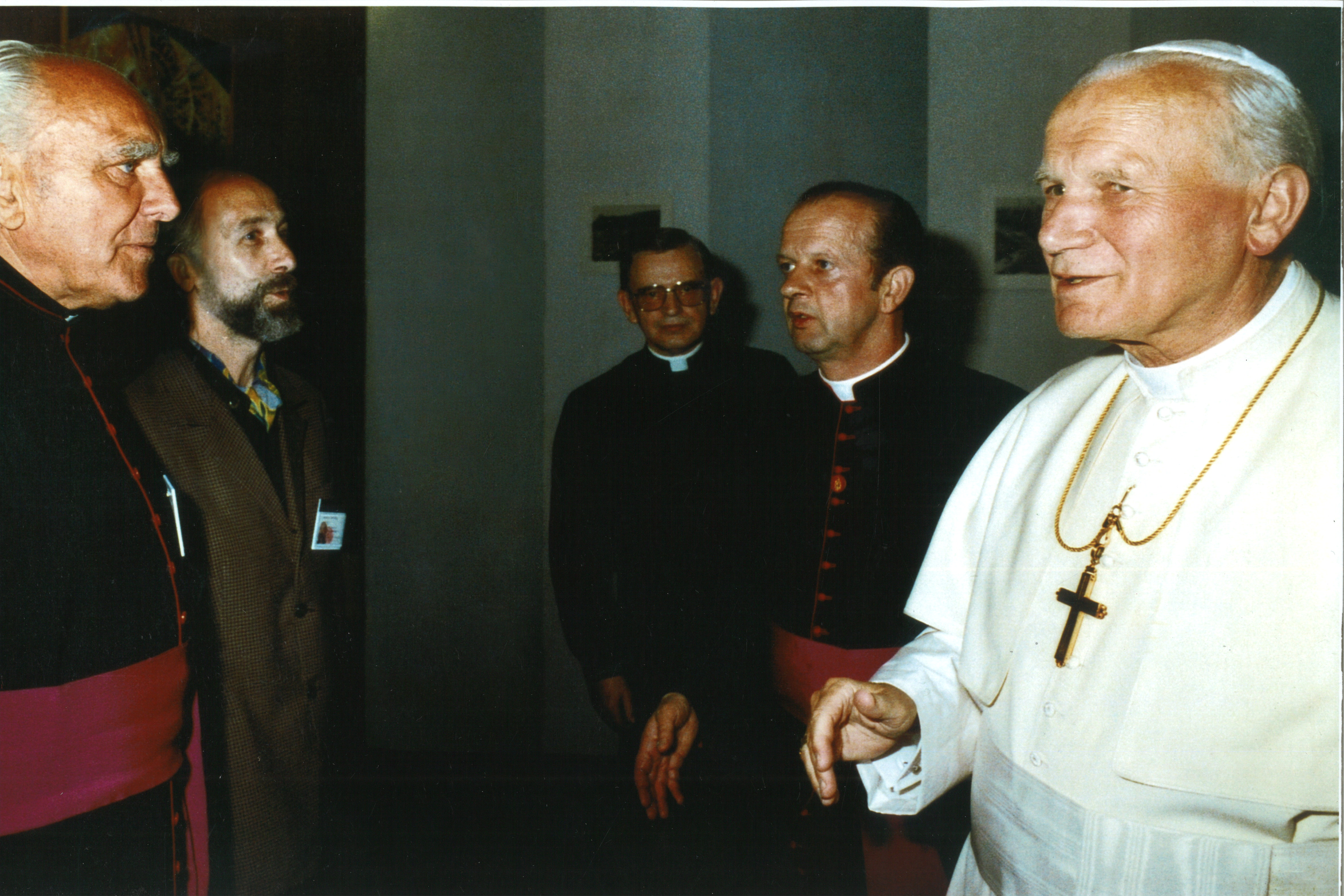
Ksiądz Prałat Z. Peszkowski, Wsiewołod Aleksandrow, kardynał S. Dziwisz, Papież Jan Paweł II – 1991 r.

W kwietniu 1991 r. w Warszawie miała miejsce wystawa autorska malarza, po której miał on zaszczyt uczestniczyć w audiencji papieskiej. Papież Jan Paweł II pobłogosławił artystę oraz jego obraz Madonna Misericordia. Do ostatnich chwil swojego życia Wsiewołod Aleksandrow aktywnie pracował, a także uczestniczył w wystawach.
Wsiewołod Aleksandrow zmarł 25 lipca 2010 r. w Moskwie.

## Działalność dydaktyczna
- 1979 – 1981 – wykładał rysunek w Moskiewskim Instytucie Architektury
- 1981 – 1985 – wykładał malarstwo w Szkole Stroganowskiej

## Wystawy
- 1976-1982 – uczestniczył w wystawach „Wiosennych” i „Jesiennych” oraz wystawach tematycznych przy ul. Małaja Gruzinskaja w Moskwie
- 1979-1980 – seria wystaw autorskich w kilku miastach Polski
- 1980 – wystawa autorska w Warszawie
- 1982 – wystawa autorska w Domu Architektów w Moskwie (ekspozycja zamknięta)
- 1991 – wystawa autorska w Warszawie
- 1992 – wystawa autorska w Domu-muzeum F. I. Szalapina
- 1998 – wystawa autorska w Centrum Informacyjnym ONZ w Moskwie
- 2005 – wystawa grupowa „Malarze Moskiewscy” w galerii Moskiewskiego Związku Artystów przy ul. Pierwaja Twerskaja-Jamskaja\
- 2008 – grupowa wystawa jubileuszowa „75-lecie Moskiewskiego Związku Artystów”